# Cerwidy
Cerwidy – określenie dotyczące rodziny zwierząt pełnorogich (jeleniowate), obejmuje również zwierzynę płową, do której zaliczają się: łosie, daniele, sarny, jelenie.